# Acanthohaustorius pansus
Acanthohaustorius pansus is een vlokreeftensoort uit de familie van de Haustoriidae. De wetenschappelijke naam van de soort is voor het eerst geldig gepubliceerd in 1984 door Thomas & J.L. Barnard.